# Ron Roberts
Hon. Ronald „Ron“ Roy Roberts (* 1944) ist ein australischer Politiker der Australian Labor Party (ALP), der unter anderem von 1989 bis 2006 Mitglied des South Australian Legislative Council sowie zwischen 2002 und 2006 Präsident des Legislativrates war.

## Leben
Ronald „Ron“ Roy Roberts engagierte sich in der Gewerkschaftsbewegung und war zunächst Sekretär sowie später Präsident der Elektrogewerkschaft ETU (Electrical Trades Union) in Port Pirie. Er wurde für die Australian Labor Party am 14. Februar 1989 erstmals zum Mitglied des South Australian Legislative Council gewählt, des Oberhauses des Parlaments von South Australia, und gehörte diesem bis zum 17. März 2006 an. Während seiner Parlamentszugehörigkeit engagierte er sich in zahlreichen Ausschüsse und war unter anderem vom 11. Februar 1992 bis zum 9. Februar 1994 Mitglied des Ausschusses für Umwelt, Ressourcen und Entwicklung, zwischen dem 10. Februar und 18. Oktober 1994 sowie erneut vom 2. Dezember 1997 bis zum 6. Mai 2002 des Ausschusses zur Gesetzesprüfung und zwischenzeitlich vom 5. Juli 1995 bis zum 1. Dezember 1997 Mitglied des Parlamentarischen Ausschusses für Arbeitssicherheit, Rehabilitation und Entschädigung. Weiterhin fungierte er zwischen dem 11. Dezember 1997 und dem 15. Januar 2002 als Mitglied des Ausschusses für das Outsourcing staatlicher Regierungsdienste, vom 7. Mai 2002 bis zum 8. Dezember 2005 des Gemeinsamen Ausschusses für parlamentarische Dienste sowie zeitgleich zwischen dem 7. Mai 2002 und dem 17. März 2006 Mitglied des Geschäftsordnungsausschusses.
Als Nachfolger von Jamie Irwin von der Liberal Party of Australia übernahm er am 5. März 2002 das Amt als Präsident des Legislativrates und bekleidete dieses bis zu seinem Ausscheiden aus dem Legislative Council am 17. März 2006, woraufhin sein Parteifreund Bob Sneath diesen Posten übernahm. Am 13. Juli 2006  wurde ihm aufgrund einer mindestens dreijährigen Amtszeit als Präsident des Legislativrates der Höflichkeitstitel The Honourable verliehen.

## Hintergrundliteratur
- Parliament of South Australia: Statistical Record of the Legislature 1836–2007 (Memento vom 11. März 2019 im Internet Archive)
- Robert Martin: Responsible Government in South Australia, Band 2, Wakefield Press, 2009, ISBN 978-1-8625-4-8442, S. 83 f. (Onlineversion (Auszug))

## Weblink
- Hon Ron Roberts. In: Parlament von South Australia. Abgerufen am 28. März 2024 (englisch).